# Archidiecezja Jos
Archidiecezja Jos – diecezja rzymskokatolicka w Nigerii. Powstała w 1934 jako prefektura apostolska. Diecezja od 1953, archidiecezja od 1994.

## Biskupi ordynariusze
- Prefekci apostolscy
  - O. Guglielmo Lumley, S.M.A. 1934 – 1953

- Biskupi ordynariusze
  - Bp John J. Reddington,  1954 – 1974
  - Abp Gabriel Gonsum Ganaka 1974 – 1994

- Arcybiskupi metropolici
  - Abp Gabriel Gonsum Ganaka 1994 – 1999
  - Abp Ignatius Kaigama 2000 – 2019
  - Abp Matthew Ishaya Audu (od 2020)